# Blood on Blood
Blood on Blood je sedmnácté studiové album německé heavymetalové skupiny Running Wild, vydané 29. října 2021 vydavatelstvím Steamhammer Records. Nejvíc se prosadilo v evropských žebříčkách v Německu na 8. místě, Švýcarsku na 18. místě a Rakousku na 27. místě.

## Seznam skladeb
Všechny skladby napsal Rolf Kasparek.
| Pořadí | Název                      | Délka |
| ------ | -------------------------- | ----- |
| 1.     | Blood on Blood             | 4:07  |
| 2.     | Wings of Fire              | 3:57  |
| 3.     | Say Your Prayers           | 5:08  |
| 4.     | Diamonds & Pearls          | 4:47  |
| 5.     | Wild & Free                | 5:27  |
| 6.     | Crossing the Blades        | 6:00  |
| 7.     | One Fight, One Day         | 4:59  |
| 8.     | The Shellback              | 6:11  |
| 9.     | Wild, Wild Nights          | 4:34  |
| 10.    | The Iron Times (1618-1648) | 10:30 |

## Obsazení
- Rolf Kasparek – zpěv, rytmická a sólová kytara
- Peter Jordan – sólová kytara
- Ole Hempelmann – baskytara
- Michael Wolpers – bicí